# Babylon 5
Babylon 5 é uma série de televisão norte-americana criada, produzida e escrita principalmente por J. Michael Straczynski. A série é construída em torno da estação espacial Babylon 5, um ponto central na política, diplomacia e conflitos durante os anos de 2257 — 2262. Por conta do uso efetivo de arcos de história, a é muitas vezes descrita como uma novela para a televisão.
O piloto foi transmitido nos Estados Unidos em 22 de fevereiro de 1993. Após aprovação, a transmissão regular começou em 26 de janeiro de 1994, com cinco temporadas de 22 episódios cada. A série deu origem a seis filmes para TV e um spin-off, Crusade, que estreou em 1999 e teve apenas treze episódios.

## Conceito

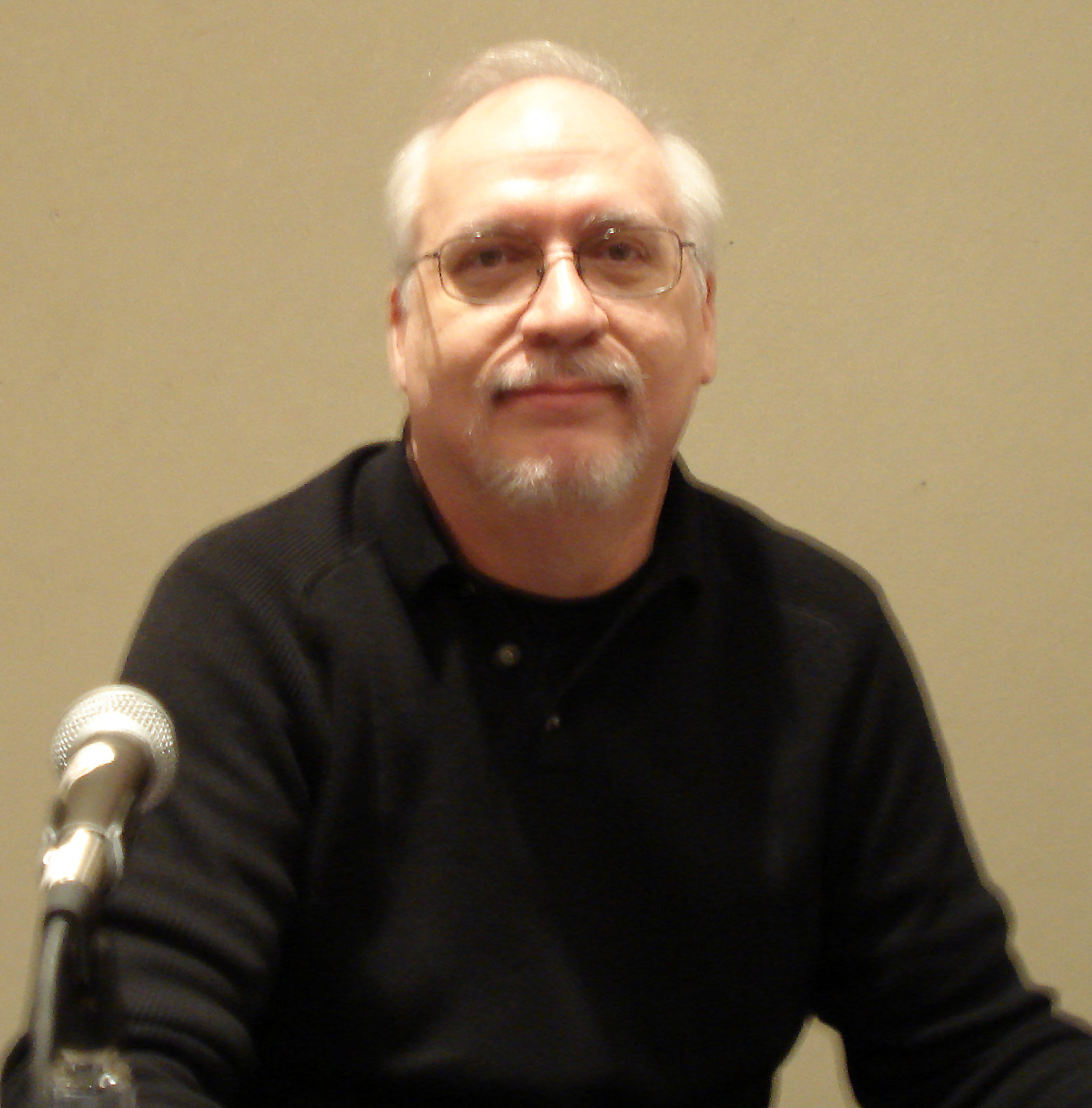
J. Michael Straczynski, o criador da série.

Já tendo trabalhado em diversas séries de TV de ficção científica cujo orçamento estourou, o criador J. Michael Straczynski concluiu que a causa era a falta de um planejamento de longo prazo e se pôs a procurar formas de criar uma série que pudesse ser realizada de maneira responsável. Aprendendo as lições de outras séries de sucesso, que traziam semanalmente histórias centralizadas em uma locação específica como um hospital, uma delegacia de polícia ou um escritório de advocacia, ele decidiu que ao invés de "[ir] em busca de mundos novos, reconstruindo-os à cada semana", uma estação espacial fixa ajudaria a manter os custos num nível razoável. Um fã de sagas como a Série da Fundação, O Fim da Infância, O Senhor dos Anéis, Lensman e Duna, Straczynski se questionou como ninguém antes havia pensado nisto e, ao mesmo tempo, começou a desenvolver o conceito para uma épico enormemente ambicioso, envolvendo enormes batalhas espaciais e outros eventos de "mudar o universo". Percebendo que tanto uma série com um local fixo e um épico poderiam ser feitos numa única série, ele então começou a rascunhar a estrutura inicial do que viria a ser "Babylon 5".
| “ | Uma vez tendo encontrado o local, comecei a populá-lo com personagens e a rascunhar quais situações poderiam ser interessantes. Busquei minhas anotações sobre religião, filosofia, história, sociologia, psicologia, ciência (aquelas que não faziam minha cabeça explodir) e comecei a costurar uma colcha de retalhos que finalmente se transformou num desenho coerente. E com ela na cabeça, e sabendo qual era o tema central, o resto simplesmente foi se encaixando. De uma vez, vi uma história completa de cinco anos num instante, e freneticamente comecei a tomar notas | ” |
|   | — J. Michael Straczynski, 1995. |   |

Straczynski propôs cinco objetivos para Babylon 5. Ele disse que a série "teria que ser boa ficção científica" além de ser um bom programa de TV -- "...raramente as séries são boa ficção e boa televisão; são geralmente uma coisa ou a outra". Ela também deveria fazer pela ficção científica na televisão o mesmo que Hill Street Blues tinha feito pelos dramas policiais, com uma abordagem adulta aos temas. Outro objetivo era que a série tivesse um orçamento razoável e "ser diferente de tudo o que já tinha sido visto na TV, apresentando as histórias individuais num pano de fundo muito mais amplo". Além disso, ele estressou que sua abordagem era "levar a sério [a ficção científica], construir personagens para adultos, incorporar a ciência real, mas mantendo as personagens no centro da história." Alguns dos pilares da ficção científica na TV até então estavam fora de cogitação (a série "não teria crianças ou robôs engraçadinhos"). A ideia não era apresentar uma utopia perfeita no futuro, mas um onde ainda haveria ganância e pessoas sem-teto, onde as personagens poderia crescer, se desenvolver, viver e morrer; um onde nada seria o mesmo ao final dos eventos do dia. Citando Mark Twain como uma influência, Straczynski afirmou que queria que a série fosse um espelho do mundo real e, secretamente, ensinar.

## Produção

### Formato
Descrito como uma "janela para o futuro" pelo designer de produção da série, John Iacovelli, a história se passa no século XXIII em uma enorme Colônia de O'Neill chamada "Babylon 5" - uma colônia rotativa com 2,5 milhões de toneladas e oito quilômetros de comprimento criada para ser um ponto de encontro para as espécies inteligentes da galáxia e cujo objetivo era fomentar a paz através da diplomacia, do comércio e da cooperação. Ao invés disso, funcionando como um centro de intrigas políticas e conflitos, a estação se tornou a causa de uma enorme guerra estelar. Este objetivo está declarado no monólogo de abertura de cada episódio, que começa com as palavras "A última e melhor esperança de paz" e muda para "A última e melhor esperança de vitória" na terceira temporada.[carece de fontes?]
A série consiste de um arco de história coerente de cinco anos se desenrolando sobre cinco temporadas de 22 episódios cada. Ao contrário da maioria das séries de TV na época, "Babylon 5" foi concebida como uma "novela para a televisão", com um começo, meio e fim bem definidos. Em essência, cada episódio seria então um "capítulo" desta "novela". Além disso, diversas novelas impressas, histórias em quadrinhos e contos foram criados e tiveram um papel importante na história geral.
O custo da série chegou a um total de US$ 90 milhões para os 110 episódios.

### Roteiro
O criador e showrunner J. Michael Straczynski escreveu 92 dos 110 episódios de "Babylon 5", incluindo todos os 44 episódios da terceira e quarta temporadas de acordo com Straczynski, uma façanha nunca antes realizada na televisão americana. Outros escritores que  contribuíram para a série incluem Peter David, Neil Gaiman, Kathryn M. Drennan, Lawrence G. DiTillio, D.C. Fontana e David Gerrold. Harlan Ellison, um consultor de criação, recebeu os créditos por dois episódios. Cada escritor era informado do arco de história geral, permitindo que a séria fosse produzida consistentemente dentro do orçamento. As regras de produção eram estritas: os roteiros eram escritos com antecedência de seis episódios e uma vez que a produção tivesse iniciado, não haveria mais mudanças.
Embora concebida como um todo, foi necessário ajustar a trama para acomodar algumas influências externas. Cada uma das personagens na série foram escritos com um "plano B" já pensado em seu histórico que permitisse que, caso o ator deixasse inesperadamente a série, ela pudesse ser retirado com mínimo impacto na história como um todo. Nas palavras de Straczynski, "Como um escritor criando uma história de longo prazo, seria perigoso e pouco perspicaz de minha parte construir uma história sem este plano B para cada personagem... Este foi dos grandes riscos de fazer uma história de longo prazo que eu considerei com muita antecedência...". O plano B da personagem Talia Winters era a personagem se revelar como uma agente secreta dos Psi Corps agindo de forma inconsciente observando as ações do grupo de comando da estação. Quando a atriz que representava Winters, Andrea Thompson, deixou a série, esta revelação foi utilizada para retirar a personagem da série.
| “ | A primeira coisa que fiz foi diminuir os "stand-alones", que tradicionalmente tomavam os primeiros seis ou sete episódios de cada temporada; em dois anos são 12 episódios, ou meia-temporada. Além disso, normalmente haveria um número adicional de stand-alones espalhados ao longo da temporada. Então imagine outros 3-4 episódios por temporada, digamos 8 em dois anos, o que perfaz 20 em 44. O que te sobra são basicamente 24 episódios para compor o arco de história principal. | ” |
|   | — J. Michael Straczynski, 1996. |   |

A audiência de "Babylon 5" continuavam a subir durante a terceira temporada da série. Porém, logo no início da quarta temporada, a decadência da emissora (PTEN criou dúvidas sobre a existência de uma quinta (e última) temporada. Incapaz de conseguir uma resposta objetiva da empresa controladora (Warner Bros.) e não desejando mutilar a história ou decepcionar os fãs, Straczynski logo de início modificou a temporada para permitir que ambos os cenários fossem possíveis. Straczynski identificou três trilhas que precisariam ser resolvidas: a Guerra das Sombras, a transformação da Terra em uma ditadura e uma série de sub-histórias que surgiram destas duas. Estimando que teria por volta de 27 episódios para resolver a série sem que houvesse a sensação de pressa, a solução apareceu finalmente quando a TNT contratou dois filmes para TV sobre a série. Diversas horas de material foram então movimentados para os filmes, incluindo um arco de três episódios que lidariam com o contexto anterior da Guerra Terra-Minbari e a sub-história que daria impulso à série seguinte, "Crusade". Mais stand-alones e outras sub-histórias foram retiradas da quarta temporada - eles poderiam ser incluídos em "Crusade" ou numa quinta temporada se aprovada. O episódio final da série, "Sleeping in Light", foi filmando durante a quarta temporada como precaução caso houvesse o cancelamento. Quando houve a certeza de que a TNT iria prosseguir com "Babylon 5", ele foi logo colocado no final da quinta temporada e substituído por um novo episódio final para a quarta temporada ("The Deconstruction of Falling Stars").

### Visual
Antecipando-se às transmissões em HDTV e os lançamentos em laserdiscs, a série já foi filmada no formato 16:9 ao invés do tradicional 4:3, com a imagem sendo cortada para o padrão 4:3 para a transmissão na TV. "Babylon 5" também se destacou numa época em que miniaturas e modelos em escala era o padrão como sendo uma das primeiras séries de TV a se utilizar da computação gráfica para criação de efeitos visuais. Incrivelmente, este objetivo foi atingido utilizando-se inicialmente Video Toasters baseados na plataforma Amiga e, depois, de sistemas baseados em processadores Pentium e Alpha Ela também tentou respeitar as leis da física newtoniana suas sequências de efeitos especiais, com particular ênfase nos aspectos da inércia.
Foundation Imaging foi a responsável pelos efeitos especiais do episódio piloto (pelo qual ela recebeu um Emmy) e as primeiras três temporadas. Depois de uma sugestão do produtor-executivo (Douglas Netter) e do produtor (John Copeland) no sentido de prover os efeitos especiais internamente, Straczynski concordou em substituir a Foundation nas últimas temporadas assim que um time interno pudesse ser montado pela "Netter Digital" e um padrão de qualidade similar fosse alcançado pelo uso de uma tecnologia similar (e de uma quantidade de ex-funcionários da Foundation). A maquiagem dos alienígenas, também vencedora de Emmys, era responsabilidade da Optic Nerve Studios.

## Universo ficcional

### A estação Babylon 5

Estação Babylon 5

A estação é uma Colônia de O'Neill, com oito quilômetros de comprimento, girando para produzir gravidade artificial. O centro do cilindro é aberto e inclui campos, jardins hidropônicos e um metrô que corre todo o comprimento da estação. Ela tem ainda setores independentes, interconectados, com diferentes concepções para evitar a claustrofobia. As áreas de convívio foram criadas para acomodar as diversas espécies alienígenas, incluindo diferentes atmosferas e níveis gravitacionais. Visitantes humanos em setores alienígenas sempre aparecem se utilizando um equipamento de respiração e outras medidas para tolerarem as condições hostis. No início da série, a estação ainda está sob construção, com apenas partes completadas e outras aparecendo apenas como buracos escuros. Em alguns dos níveis mais exteriores, as janelas são no chão, permitindo que o espaço seja visto sob os pés do observador.
A estação está no setor estelar Epsilon Eridani, no quinto ponto de Lagrange entre o planeta fictício Epsílon III e sua lua. As três primeiras predecessoras da estação (a Babylon original, Babylon 2 e Babylon 3) foram sabotadas ou destruídas acidentalmente antes de terem sido completadas. A quarta, Babylon 4, desapareceu misteriosamente 24 horas após ter se tornado operacional.

### Civilizações

Pak'ma'ra

No início da série, cinco civilizações dominantes foram representadas. A espécie dominante são os Humanos, os Minbari, os Narn, os Centauri e os Vorlons. As Sombras e seus diversos aliados são os inimigos e foram aparecendo durante a série. Algumas dúzias de espécies menores e menos poderosas da Liga dos Mundos Não Alinhados aparecem regularmente, incluindo os Drazi, os Brakiri, os Vree, os Markab e os pak'ma'ra.
Ainda que o piloto original tenha mostrado alguns alienígenas representados por bonecos e por animatrônica, logo no início a produção da série decidiu que os alienígenas seriam majoritariamente humanóides na aparência. Fora algumas espécies isoladas, descartou-se logo a ideia de alienígenas gerados por computador por conta do "massiva necessidade de renderização" necessária. O uso prolongado de bonecos e animatrônica também foi descartado por causa de limitações tecnológicas em conseguir uma representação convincente de uma interação com atores humanos ("se você quer qualquer emoção 'real' de uma personagem, você vai ter que ter um ator dentro" [ênfase no original]).

### Línguas
Há três línguas primárias utilizadas na estação Babylon 5: inglês e as fictícias Centauri e interlac. O inglês é mencionado explicitamente como sendo a "língua humana de comércio"  e é a língua básica da estação (sendo que as sinalizações são sempre escritas nas três línguas). Outras línguas humanas e alienígenas existem, é claro, no universo de Babylon 5, ainda que com exceção da língua minbari, ouvi-las é muito raro na séria. Quando alienígenas de uma mesma espécie estão conversando entre si, as palavras que ouvimos estão em inglês, embora presuma-se que eles estejam falando em sua língua nativa. Apenas quando há a presença humana é que as línguas alienígenas podem ser ouvidas, com o objetivo de reforçar que os humanos não podem compreender o que está sendo dito.
Os Gaim, pak'ma'ra e os Vorlons não falam nunca diretamente em inglês. No caso dos pak'ma'ra, seja por uma recusa completa em falar qualquer língua que não a sua própria ou por eles serem incapazes de reproduzir os sons humanos. Ao invés disso, membros destas raças se utilizam de dispositivos eletrônicos de tradução simultânea.
Os principais personagens humanos falam inglês com um sotaque americano, com exceção de Marcus Cole, que fala com o sotaque britânico do ator Jason Carter. Susan Ivanova, nascida na Rússia, fala com um sotaque americano, pois sua personagem foi educada fora de lá. O pai dela fala com um clássico sotaque russo, assim como o seu irmão. Os diversos personagens menores falam inglês com muitos sotaques regionais diferentes. Os embaixadores Delenn e Londo Mollari, ambos alienígenas, falam com sotaques eslavos. Delenn, com o sotaque natural da atriz Mira Furlan, que é croata, enquanto que as demais personagens de Minbar falam com sotaques ingleses (Neroon) ou americanos (Lennier) . Já o sotaque de Londo foi desenvolvido especialmente para a personagem pelo ator Peter Jurasik e foi imitado por William Forward, que representou Lord Refa. Straczynski descreveu o sotaque de Londo como sendo da "escola antiga" da Corte Imperial de Centauri. Os Narns tendem a utilizar o sotaque natural do ator (geralmente britânico) também. Andreas Katsulas criou uma versão dramática deste para o seu retrato de G'Kar.

## Enredo
Cada uma das cinco temporadas da série corresponde a um ano fictício dentro de um período entre 2258 e 2262 e divide seu nome com um episódio que é central para a trama daquela temporada. No início da série, a estação Babylon 5 está recepcionando embaixadores das diversas raças da galáxia. A Terra tinha sobrevivido por pouco de uma guerra acidental contra os poderosos minbari que, a despeito de toda a sua superioridade tecnológica, misteriosamente se renderam quando estavam à beira da vitória e da completa destruição da raça humana (a Batalha da Linha).

### Primeira temporada – ano de 2258
Durante o ano de 2258, o comandante Jeffrey Sinclair está encarregado da estação. Muito da história revolve em torno de sua gradual descoberta de que foi a sua captura pelos minbari durante a batalha da linha que encerrou a guerra contra a Terra. Ao capturá-lo, os minbari se convenceram de que Valen, um grande líder e herói da última guerra entre os minbari e as sombras, tinha reencarnado no comandante. Concluindo que outros de sua espécie também estariam renascendo como humanos e obedecendo um édito minbari proibindo o assassinato de outros minbaris (para não prejudicarem suas almas eternas), eles encerraram a guerra no momento em que as defesas da Terra estavam à beira do colpso.
Gradualmente também foi se revelando que a embaixadora Delenn é membro de conselho tão poderoso quanto misterioso, o Conselho Cinza, o corpo governante dos minbari. Mais para o fim do ano de 2258. ela começa uma transformação que a deixará como um híbrido humano-minbari, supostamente para construir uma ponte entre as duas espécies. O ano termina com o assassinato do presidente da Aliança Terrestre, presidente Luís Santiago, e com as tensões escalando entre os narns e os centauri, seguindo-se à destruição de um posto avançado narn por uma terceira raça completamente desconhecida.

### Segunda temporada – ano 2259
No início de 2259, o capitão John Sheridan substitui Sinclair como o governante militar da estação. Ele e o corpo de comando descobrem que a morte do presidente Santiago foi na realidade um assassinato planejado pelo vice-presidente Clark (que assumiu a presidência no lugar de Santiago). Um conflito nasce entre o grupo de comando e os Psi Corps, uma organização cada vez mais autocrática que controla e governa a vida dos telepatas humanos. A comandante Ivanova, a segunda-em-comando da estação, é secretamente uma telepata latente que ilícitamente evitou se registrar junto aos Psi Corps.
As Sombras, uma raça antiga e extremamente poderosa, que recentemente acordou de uma longa hibernação, se revela ser a causa de uma variedade de eventos misteriosos e perturbadores, incluindo o ataque ao posto avançado Narn no final de 2258. O embaixador centauri, Londo Mollari, alista a ajuda delas sem saber através de sua associação com o misterioso Sr. Morden durante o conflito em andamento contra os Narn. O já idoso e doente imperador centauri, de longa data um defensor da reconciliação com o inimigo, morre de repente durante uma visita à Babylon 5. Um grupo de conspiradores, incluindo Londo e Refa, tomam controle do governo assassinando seus oponentes e colocando o instável sobrinho do antigo imperador no trono. Seu primeiro ato é reiniciar a agressão contra Narn. Depois de uma guerra total ter se estabelecido, os centauri eventualmente conquistam Narn por meio de um brutal ataque que envolveu o uso de aceleradores de massa, armas de destruição em massa banidas em toda a galáxia. No final do ano, a administração Clark começa a mostrar características totalitárias, perseguindo dissidentes e restringindo a liberdade de expressão. Também é revelado que os vorlons estão na base das lendas sobre anjos em diversos mundos, inclusive a Terra, e que eles são os antigos inimigos das sombras. Eles alistam a ajuda de Sheridan e do time de comando de Babylon 5 na luta contra elas.

### Terceira temporada – ano de 2260
A Psi Corps e o presidente Clark, cujo governo descobriu uma nave das sombras enterrada no sistema solar  da Terra, começa a se utilizar da tecnologia avançada aprendida. A administração Clark se torna ainda mais xenofóbica e totalitária, e se utiliza de um incidente militar como uma desculpa para declarar lei marcial. O evento provoca uma guerra por independência em Marte, que há muito já tinha uma relação complicada co a Terra. Babylon 5 também declara independência da Terra juntamente com diversas outras colônias avançadas da Aliança Terrestre. Em resposta, a Aliança tenta retomar a estação à força, mas é impedida pelos minbari, que se aliaram à Sheridan para conter o avanço das sombras.
Preocupado com o avanço da influência das sombras entre seu próprio povo, o embaixador centauri, Londo Mollari, tenta cortar relações com elas. O sr. Morden, o representante humano das sombras, engana Londo e faz com que ele renove a aliança através do assassinato da amante do embaixador. Uma guerra aberta explode entre as sombras e a aliança liderada por Babylon 5 e Minbari. Também descobre-se que uma manipulação genética feita pelos vorlons foi responsável pelo surgimento da telepatia entre os humanos, uma arma efetiva contra as sombras, como se revela depois. Descontente com a falta de ação direta dos vorlons contra as sombras, o capitão John Sheridan confronta o embaixador vorlon Kosh Naranek e o convence a lançar um ataque contra o inimigo comum de ambos. Os atos de Kosh levam ao seu subsquente assassinato pelas mãos das sombras.
Ao retornar para a estação, o antigo comandante Jeffrey Sinclair consegue o apoio do capitão Sheridan, de Delenn, Ivanova e Marcus, convencendo-os a embarcarem numa viagem temporal para roubar a desaparecida estação espacial Babylon 4 com o objetivo de enviá-la mil anos de volta no tempo para que sirva de base de operações contra as sombras na primeira guerra Sombra-Minbari. Passando pela mesma transformação que Delenn no final da primeira temporada, Sinclair se transforma num minbari e descobrimos que Valen é de fato Sinclair e não uma reencarnação posterior dele. Provocado pela reaparição de sua há muito falecida esposa (que agora é uma agente das sombras), Sheridan viaja até Z'ha'dum, o mundo natal das sombras, numa tentativa das sombras de recrutá-lo. Porém, ao invés disso ele destrói a principal cidade inimiga num ataque nuclear kamikaze, atirando sua nave contra a capital. Ele é visto saltando para a morte no final da temporada, num buraco com quilômetros de profundidade, numa tentativa desesperada de escapar da explosão. Enquanto isso, num confronto com naves sombra, o chefe Garibaldi também desaparece.

### Quarta temporada – ano 2261

Primeiros

Em 2261, os vorlons entram de vez na Guerra das Sombras, mas as suas táticas se tornam outra fonte de preocupação para a aliança quando os vorlons passam a destruir planetas inteiros que eles acreditam estar "influenciados" pelas sombras. Perturbados por este inesperado resultado, o time de Babylon 5 corre para recrutar diversas outras raças antigas e poderosas (os Primeiros para uma nova causa, contra tanto as sombras quanto os vorlons. O capitação Sheridan retorna para a estação após escapar da destruição em Z'ha'dum, mas tem um preço a pagar: com exceção de doenças ou ferimentos, ele tem apenas mais vinte anos de vida, dados a ele por um misterioso alienígena chamado Lorien, que alega ser o mais antigo ser vivo da galáxia.
Horas antes da volta de Sheridan, Garibaldi também é resgatado, mas em circunstâncias mais obscuras. Ele está visivelmente mais paranóico e desconfiado de outras raças alienígenas e de Sheridan do que antes.
O imperador centauri Cartagia forja uma aliança com as sombras, obrigando Londo a arquitetar o assassinato dele e repudiar o acordo. O embaixador então assassina o sr. Morden e destrói todos as naves sombra baseadas em Centauri Prime, numa tentativa de libertar seu planeta da influência das sombras e da atenção dos vorlons. Ajudado pelos Primeiros e por outras raças mais jovens, Sheridan atrai tanto os vorlons quanto as sombras para uma imensa batalha, durante a qual ambas revelam que foram deixadas como guardiãs das raças mais jovens, mas por conta de diferenças filosóficas terminaram utilizando-as como peões em sua interminável guerra através das eras. As raças mais jovens recusam então a sua interferências e elas, juntamente com os Primeiros, concordam em partir desta galáxia para sempre.
Após as sombras terem sido derrotadas, Garibaldi deixa seu posto como chefe de segurança e passa a trabalhar por conta própria como "provedor de informações". Na realidade, ele tinha sido capturado pela Psi Corps no final da terceira temporada e foi reprogramado por Bester para prover informações para ele no momento certo.
Minbar agora é tomado por uma curta guerra civil entre as castas guerreira e religiosa. Delenn, que é da casta religiosa, se encontra em segrego com Neroon, dos guerreiros, e o convence de que nenhum dos lados pode vencer. Ela conta pra ele que irá se submeter a um ritual e que irá se sacrificar nele, com a promessa de encerrá-lo antes de sua morte. Quando Neroon percebe que ela irá de fato realizar o ritual até a morte, ele a resgata e se sacrifica em seu lugar, declarando que, embora ele tenha nascido um guerreiro, seu coração sempre foi religioso. Como resultado, as castas se reúnem e decidem que o mais sábio é que a maioria no Conselho Cinza seja dada à casta trabalhadora, mantendo tanto os religiosos quanto os guerreiros empatados com a minoria dos membros.
Como parte do conflito ainda em andamento entre a Terra e Babylon 5, Garibaldi trai Sheridan e trama a sua captura. Ele depois revela a Bester sobre um vírus que ataca apenas telepatas, que a Psi Corps planeja então destruir. Bester então liberta Garibaldi de sua programação e permite que ele se lembre de tudo o que fez desde que fora sequestrado. O ex-chefe ajuda a libertar Sheridan e o devolve à campanha para libertar a Terra. Uma aliança liderada por Babylon 5 liberta a Terra do jugo totalitário do presidente Clark após uma curta, mas sangrenta, guerra, que culmina com o suicídio de Clar e a restauração do governo diplomático. Marte conquista sua independência e Sheridan concorda em abandonar o comando da estação. A Liga dos Mundos Não-Alinhados é dissolvida e reformada numa nova Aliança Interestelar, com Sheridan sendo eleito como seu primeiro presidente, ao mesmo tempo que mantém o comando dos Anla'shok, que passarão a agir como se fossem um equivalente galático das forças de paz das Nações Unidas.
No episódio final da temporada, os eventos de 100, 500, 1000 e um milhão de anos no futuro são mostrados, mostrando a influência duradoura de Babylon 5 através da história. Entre os eventos mostrados está o cenário político no final da guerra civil de 2261, um ataque nuclear à Terra envolvendo um novo governo totalitário em 2762, o resultado da queda da Terra numa sociedade pré-industrial, a perda e a recuperação do conhecimento sobre viagens espaciais e a evolução final da humanidade em seres energéticos similares aos vorlons, após o Sol se transformar numa nova.

### Quinta temporada – ano 2262
Em 2262, a capitã da Força Terrestre Elizabeth Lochley assume o comando de Babylon 5. O papel da estação como um santuário para telepatas fugitivos da Psi Corps cresce, resultando num violento conflito. G'Kar, o antigo embaixador narn em Babylon 5, se torna um líder espiritual após um livro que ele escreveu enquanto estava preso durante a Guerra Narn-Centari foi publicado. Os drakh, antigos aliados das sombras que ficaram para trás quando elas deixaram a galáxia, tomaram o controle do regente Virini em Centauri Prime por meio de uma criatura parasítica telepática chamada "Guardião". Através dele, os drakhs obrigam o regente a provocar uma guerra contra a Aliança Interestelar, isolando ainda mais os centari e deixando o terreno aberto para que eles tomem o planeta como seu novo mundo natal.
Centauri Prime é então dizimado por vasos de guerra narns e drazis, e Londo Mollari se torna o imperador, aceitando um "Guardião" sob ameaça de uma completa destruição nuclear do planeta. Porções do final de seu reinado são mostradas através de visões prescientes durante a temporada. Numa delas, Mollari e seu nêmesis (e depois amigo) G'Kar aparecem se estrangulando mutuamente, num ato final de suicídio mútuo. Vir Cotto, o fiel ajudante de Mollari (ainda que moralmente diferente), sucede-o como imperador e liberta o planeta da influência dos drakhs. Sheridan e Delenn finalmente se casam e se mudam para Minbar, levando com eles o quartel-general da Aliança Interestelar.
Vinte anos depois, à beira da morte, Sheridan faz uma última viagem até a agora obsoleta estação Babylon 5 antes de sua decomissão. Ele aparentemente morre, mas é chamado pelos Primeiros, que o convidam a se juntar a eles numa viagem além das fronteiras da galáxia. A estação é então completamente destruída numa demolição controlada logo após a partida de Sheridan, sua existência não sendo mais necessária uma vez que a Aliança assumiu o seu papel diplomático.
O episódio final tem um cameo especial de Straczynski, que faz o papel do técnico que apaga as luzes da estação Babylon 5 antes de sua evacuação final e posterior explosão.

## Elenco

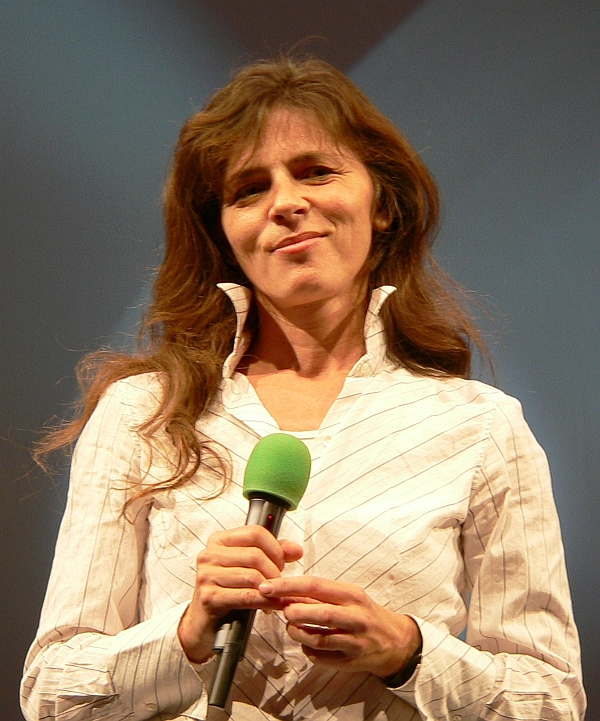
Mira Furlan, a embaixadora minbari Delenn.

### Elenco regular
- Bruce Boxleitner como John Sheridan (2ª-5ª temporadas e no filme The Lost Tales)
- Michael O'Hare como Jeffrey Sinclair / Valen (1ª temporada, convidado nas temporadas 2 e 3)
- Jerry Doyle como Michael Garibaldi
- Mira Furlan como Delenn
- Claudia Christian como Susan Ivanova (1ª-4ª temporadas)
- Peter Jurasik como Londo Mollari
- Andreas Katsulas como G'Kar
- Richard Biggs como Dr. Stephen Franklin
- Jason Carter como Marcus Cole (3ª-4ª temporadas)
- Jeff Conaway como Zack Allan (recorrente na 2ª temporada, depois fixo nas temporadas 3-5)
- Stephen Furst como Vir Cotto
- Bill Mumy como Lennier
- Tracy Scoggins como Elizabeth Lochley (5ª temporada e o filme The Lost Tales)
- Patricia Tallman como Lyta Alexander (piloto, recorrente nas temporadas 2 e 3, fixo nas temporadas 4 e 5)
- Andrea Thompson como Talia Winters (1ª e 2ª temporadas)
- Mary Kay Adams como Na'Toth (2ª temporada)
- Robert Rusler como Warren Keffer (2ª temporada)

### Convidados recorrentes

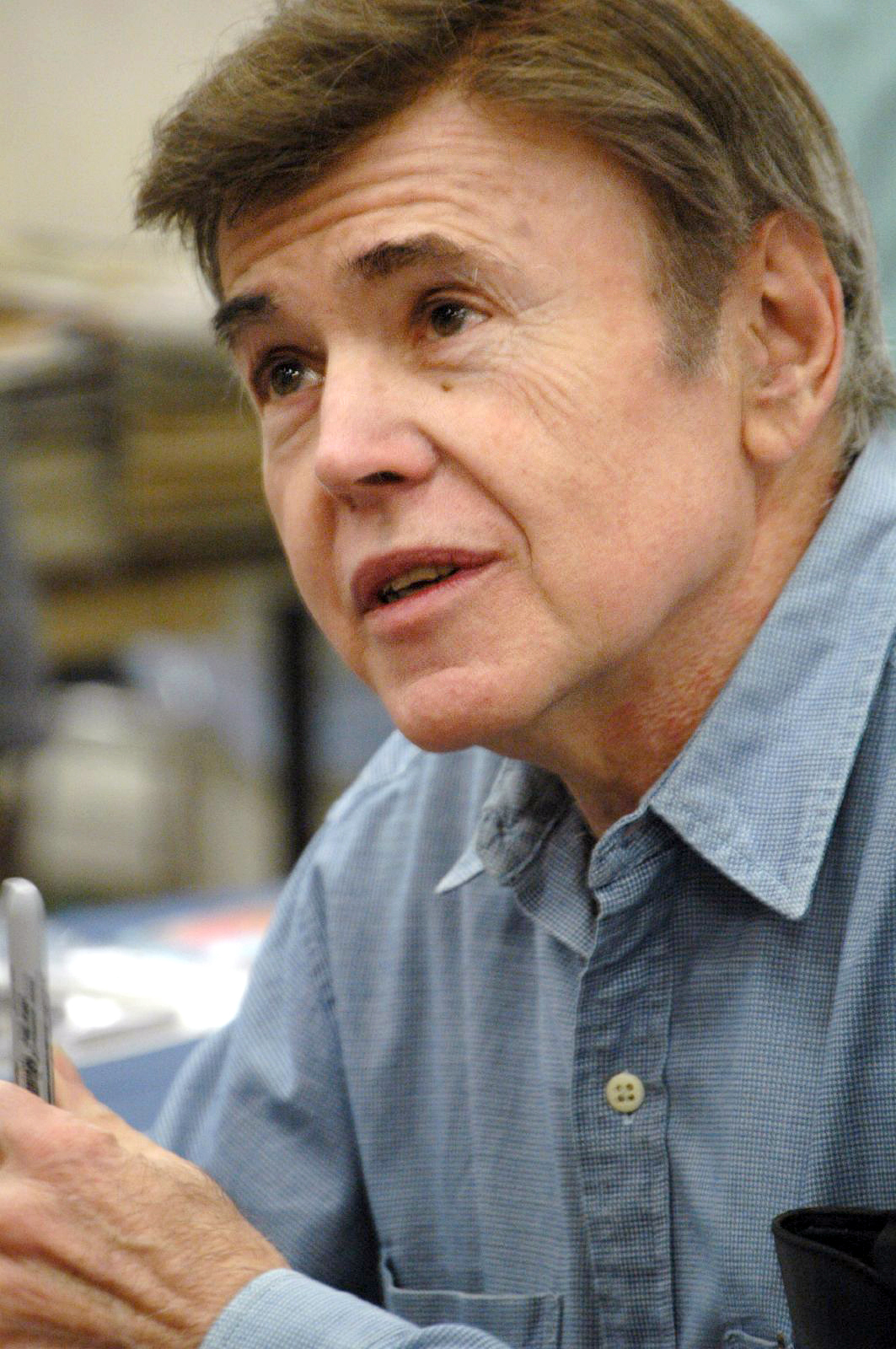
Walter Koenig, o psi-cop Bester.

- Joshua Cox como David Corwin (34 episódios)
- Ardwight Chamberlain (voz) como Kosh Naranek (1ª-4ª temporadas) (23 episódios)
- Kim Strauss como embaixador Drazi e mais nove outros personagens (14 episódios)
- Ed Wasser como Morden (14 episódios)
- Walter Koenig como Alfred Bester (12 episódios)
- Wayne Alexander como Lorien / Shiv'kala, o Drakh / Sebastian/"Jack" / outros (12 episodes)
- Robin Atkin Downes como Byron (9 episódios)
- Denise Gentile como Lise Hampton (9 episódios)
- Damian London como Virini (9 episódios)
- Marjorie Monaghan como Número Um (Babylon 5) (7 episódios)
- David L. Crowley como Lou Welch (7 episódios)
- William Forward as Lorde Antono Refa (6 episódios)
- Marshall Teague como Ta'Lon / Nelson Drake (6 episódios)
- John Vickery como Neroon / Sr. Welles (6 episódios)
- Louis Turenne como Irmão Theo / Draal (5 episódios)
- Wortham Krimmer como Imperador Cartagia (5 episódios)
- Efrem Zimbalist Jr como William Edgars (4 episódios)
- Tim Choate como Zathras (4 episódios)
- Lenore Kasdorf como repórter da ISN (3 episódios)
- Julia Nickson-Soul como Catherine Sakai (3 episódios)
- Robert Foxworth como General William Hague (2 episódios)
- Melissa Gilbert como Anna Sheridan (2 episódios)

'Além disso, diversos outros atores atuaram em mais de um papel de apoio durante a série. Alguns deles tinham dificuldades para lidar com a aplicação dos prostéticos necessários para representar algumas das personagens alienígenas. Por isso, os produtores utilizavam um mesmo grupo de pessoas (por volta de doze) em vários papéis intermediários com falas, tirando moldes de corpo inteiro e da cabeça de cada um deles. O grupo ficou conhecido extra-oficialmente pela produção como "Babylon 5 Alien Rep Group." ("Grupo de representação alienígena de Babylon 5").

## Prêmios
Os prêmios que Babylon 5 recebeu incluem:
- Emmy Primetime: Outstanding Individual Achievement in Special Visual Effects, 1993 (The Gathering)[39]
- Emmy Primetime: Outstanding Individual Achievement in Hairstyling for a Series , 1994 (episódio, "The Parliament of Dreams")[39]
- Prêmio Hugo: Hugo Award for Best Dramatic Presentation|Best Dramatic Presentation, 1996 (episódio, "The Coming of Shadows")[40]
- Prêmio Hugo: Best Dramatic Presentation, 1997 (episódio, "Severed Dreams")[41]
- Prêmio Saturno: Best Syndicated/Cable Television Series, 1998[42]
- Prêmio Space Frontier Foundation: Vision of the Future, 1994
- Prêmio Space Frontier Foundation: Vision of the Future, 1996
- Prêmio E Pluribus Unum: (Presenteado pela Associação Americana de Cinema), 1997[43]

Nominated Awards include:
- Prêmio Emmy: Outstanding Individual Achievement in Makeup for a Series, 1995 (episode, "Acts of Sacrifice")[39]
- Prêmio Emmy: Outstanding Individual Achievement in Hairstyling for a Series, 1995 (episódio, "The Geometry of Shadows")
- Prêmio Emmy: Outstanding Individual Achievement in Cinematography for a Series, 1995 (episódio, "The Geometry Of Shadows")
- Prêmio Emmy: Outstanding Cinematography for a Series, 1996
- Prêmio Emmy: Outstanding Makeup for a Series, 1997 (episódio, "The Summoning")
- Prêmio Emmy: Outstanding Makeup for a Series, 1998 (filme para tv, "In The Beginning")

## Música
A música do piloto original foi composta por Stewart Copeland do The Police. Quando a série foi contratada, Copeland não estava mais disponível e então Christopher Franke do Tangerine Dream foi contratado. Franke foi o compositor durante todas as cinco temporadas de "Babylon 5", todos os filmes exceto um, e do DVD "Lost Tales". Quando Straczynski conseguiu o financiamento para relançar uma "versão do produtor" do episódio piloto, a trilha original de Copeland foi substituída com uma nova, composta por Franke. Mais de 30 CDs de trilhas sonoras foram lançados com as composições de Franke para Babylon 5, incluindo um "O melhor de Babylon 5", lançado em 2001.

## Utilização da Internet
A série empregou uma estratégia de marketing na Internet para criar um burburinho entre os leitores online muito antes do piloto ter ido ao ar, com Straczynski participando em comunidades online na USENET (no newsgroup rec.arts.sf.tv.babylon5.moderated) e nos sistemas GEnie e Compuserve muito antes da Web se tornar o que é hoje em dia. A localização da estação, na "grade epsilon" nas coordenadas 470/18/22 era uma referência ao GEnie (GE = grid epsilon em inglês) e ao endereço original do fórum no bulletin boards do sistema. Também durante esta época, o executivo da Warner Bros. Jim Moloshok criou e distribuiu cromos (trading cards) eletrônicos para ajudar a propagandear a série. Em 1995, a Warner lançou um website oficial da série hoje defunto portal Pathfinder.com. Em setembro de 1995, eles contrataram um fã para assumir o controle do site e moveram-no para o seu próprio domínio.

## Em outras mídias

### Livros
Existem várias obras ambientadas no universo da série. (Inglês)
Título - Autor – Publicado (EUA)

Voices - John Vornholt - 13 de Fevereiro de 1995

Accusations - Lois Tilton - 10 de Abril de 1995

Blood Oath - John Vornholt - 13 de Setembro de 1995

Clark's Law - Jim Mortimore - 10 de Janeiro de 1996

The Touch of Your Shadow, the Whisper of Your Name - Neil Barrett, Jr. - 10 de Fevereiro de 1996

Betrayals - S. M. Stirling - 10 de Maio de 1996

The Shadow Within - Jeanne Cavelos - 14 de Março de 1997

Personal Agendas - Al Sarrantonio - 14 de Abril de 1997

To Dream In The City Of Sorrows - Kathryn Drennan - 15 de Junho de 1997

Dark Genesis: The Birth of the Psi Corps - J. Gregory Keyes - 4 de Setembro de 1998

Deadly Relations: Bester Ascendant - J. Gregory Keyes - 10 de Fevereiro de 1999

Final Reckoning: The Fate of Bester - J. Gregory Keyes - 1 de Outubro de 1999

Legions of Fire: The Long Night of Centauri Prime - Peter David - 1 de Dezembro de 1999

Legions of Fire: Armies of Light and Dark - Peter David - Mar/2000

Legions of Fire: Out of the Darkness - Peter David - Nov/2000

The Passing of the Techno-Mages: Casting Shadows - Jeanne Cavelos - Mar/2001

The Passing of the Techno-Mages: Summoning Light - Jeanne Cavelos - Jul/2001

The Passing of the Techno-Mages: Invoking Darkness - Jeanne Cavelos - Dez/2001

### Histórias em quadrinhos
Ep | Título

01 | In Darkness Find Me

02 | Treason

03 | In Harm's Way

04 | The Price of Peace

05 | Shadows Past and Present

06 | Against the Odds

07 | Survival the Hard Way

08 | Silent Enemies

09 | Duet for Human and Narn in C Sharp

10 | Coda for Human and Narn in B Flat

11 | The Psi Corps and You!

12 | In Valen's Name

13 | In Valen's Name, Part 2

14 | In Valen's Name, Part 3